# Phyllodactylus apricus
Phyllodactylus apricus — вид геконоподібних ящірок родини Phyllodactylidae. Ендемік Мексики.

## Опис
Тіло (не враховуючи хвоста) сягає 48,7 мм завдовжки.

## Поширення і екологія
Вид є ендеміком острова Лас-Анімас, розташованого в Каліфорнійській затоці.

## Систематика
Деякі дослідники класифікують Phyllodactylus apricus як синонім Phyllodactylus xanti, однак за результатами дослідження 2020 року цей вид був відновлений.